# Herre, samla mina tankar
Herre, samla mina tankar är en psalm, med text skriven 1941 av Arne Widegård och musik skriven 1884 av Amanda Sandborg Waesterberg.

## Publicerad i
- Psalmer och Sånger 1987 som nr 570 under rubriken "Att leva av tro - Bönen".[1]